# Stazione di Curinga
La stazione di Curinga era una stazione ferroviaria posta sulla linea Battipaglia-Reggio Calabria. Serviva il centro abitato di Curinga.